# Związki litoorganiczne
Związki litoorganiczne (RLi, gdzie R to dowolna grupa organiczna) – metaloorganiczne związki chemiczne, sole litowe karboanionów, w których występuje bezpośrednie wiązanie węgiel–lit.
Mają one właściwości chemiczne zbliżone do właściwości związków Grignarda. Są silnymi nukleofilami i bardzo silnymi zasadami, znacznie silniejszymi od wodorotlenku potasu. Wiązanie węgiel–lit zwykle jest trójcentrowe i dwuelektronowe, w związku z czym związki te występują w formie tetramerów; duża różnica elektroujemności między atomem węgla i litu powoduje, że niekiedy wiązanie to  ma charakter jonowy. Reaktywność związków litoorganicznych jest nieco mniejsza od reaktywności związków Grignarda, dzięki czemu łatwiej jest je przechowywać (związki Grignarda są zwykle otrzymywane in situ).
Związki te otrzymuje się zwykle w reakcji halogenku alkilowego z metalicznym litem. Czyste związki litoorganiczne reagują gwałtownie z wilgocią i powietrzem, dając węglowodory i wodorotlenek litu. W przypadku metylolitu reakcja ta jest na tyle gwałtowna, że przebiega wybuchowo. Butylolit jest nieco mniej reaktywny. Obie te substancje produkuje się na stosunkowo dużą skalę i sprzedaje w postaci intensywnie pomarańczowych (wskutek powstawania kompleksów z rozpuszczalnikami) roztworów w eterze dietylowym lub heksanie. Czysty metylolit i butylolit tworzą w temperaturze pokojowej białe kryształy.
Związki litoorganiczne stosuje się, na dość dużą skalę, w syntezie organicznej, są bowiem najłatwiej dostępnym źródłem karboanionów. W zasadzie niemal wszystkie reakcje zachodzące poprzez karboaniony można inicjować metylolitem lub butylolitem. 
Jedną z najbardziej cennych właściwości związków litoorganicznych jest ich reaktywność z jodkiem miedzi i tworzenie związków litoorganomiedziowych (zwanych odczynnikami Gilmana), przy pomocy których można przeprowadzać reakcję tworzenia wiązań węgiel–węgiel (zwaną reakcją Gilmana). Mechanizm tej reakcji polega na początkowym utworzeniu pośredniego związku miedzioorganicznego.
Związki litoorganiczne są też stosowane w reakcji Wurtza oraz jako inicjator w wielu polimeryzacjach anionowych.